# William Hunter
William Hunter (East Kilbride, Escocia; 23 de mayo de 1718-Londres, Inglaterra; 30 de marzo de 1783) fue un anatomista, ilustrador y médico escocés.

## Biografía
Nació en East Kilbride, hermano mayor del cirujano John Hunter. Después de estudiar teología en la Universidad de Glasgow, comenzó a estudiar medicina en 1737 y estudió bajo la tutela de William Cullen. Recibió formación en anatomía en el Hospital de St. George en Londres y se especializó en obstetricia.  
En 1764, se le nombra médico de la Reina Carlota de Mecklemburgo-Strelitz. Fue elegido profesor oficial de la Royal Society en 1767 y profesor de anatomía de la Real Academia en 1768.
Fue un gran coleccionista. Su legado constituye el núcleo de la Hunterian Museum and Art Gallery de la Universidad de Glasgow.

## Algunas obras

Anatomia uteri humani gravidi tabulis illustrata

- Medical commentaries. Londres, 1762 (2 v.)
- Anatomy of the human gravid uterus. Londres, 1775

## Literatura
- W. W. Buchanan: William Hunter (1718–1783). Heberden Historical Series. Rheumatology 2003;42:1260–1261 doi:10.1093/rheumatology/keg003, en línea www.rheumatology.oupjournals.org